# Wendy Figueroa Morales
Wendy Figueroa Morales es una psicóloga mexicana, feminista, defensora de los derechos humanos de las mujeres y directora de la Red Nacional de Refugios A.C. desde 2013.
Se encuentra en la lista de las 100 mujeres más poderosas de México 2021 por Forbes México y en la lista de los 50 personajes que transforman a México de la Revista Quién, en la categoría de Agentes de cambio destacándose como activista en pro de los derechos de la mujer.

## Biografía
Estudió la licenciatura en psicología y trabajó durante 5 años dando acompañamiento psicológico en Locatel y fue ahí donde se da cuenta de la falta de espacios seguros a los que las mujeres víctimas de violencia puedan asistir para estar seguras.
La defensora de derechos humanos es referente en México de la Campaña Internacional del Banco Rojo para prevenir feminicidios violaciones o daños a la mujer.
. Además, fundó la Alianza Internacional de Mujeres por la Igualdad e impulsó la Escuela de Formación Feminista Internacional.
Estuvo un año como becaria en Fundación Telmex; sin embargo, no fue contratada ya que como parte de los requisitos para postular a la vacante, pidieron dar una capacitación para puestos directivos y Wendy invitó a una feminista de la Facultad de Psicología de la UNAM, con quien dialogó sobre el patriarcado, el acoso entre otros temas que causaron conflicto en la Fundación por considerar que se habían tocado temas "no apropiados" y lo que el resto de postulantes comentaba que no había sido seleccionada por los temas que se desarrollaron durante la prueba, aspecto que a ella no lo afecto ya que estaba convencida de que eran temas que se tenían que abordar.

## Activismo
En 2012, la defensora de derechos humanos ingresa como psicóloga a los refugios y a los seis meses le ofrecen la dirección y desde entonces, junto con las integrantes fundadoras han replicado el modelo y los han modificado a partir del contexto y necesidades de la población que llega a ellos.

### Red Nacional de Refugios A.C.
La Red Nacional de Refugios comenzó sus actividades en el 2000 y atiende a mujeres, infancias y adolescencias víctimas de violencias físicas, económicas, emocional y sexual, a través de 69 espacios de prevención, atención y protección en 21 estados de la República Mexicana.

En los refugios no sólo se da acompañamiento y cuidado a las víctimas y a sus hijas e hijos, sino que se enseñan y aprenden entre todas y se apoyan a recuperar su autonomía.
Ha sido maravilloso este camino, porque he aprendido en propia piel, de propia voz, lo que significa estar en un país donde la impunidad, la corrupción es común, pero también me he encontrado a muchas mujeres aliadas, que juntas somos más fuertes.

#### Campaña Luces de Ayuda
Durante la pandemia por COVID-19 por dos noches circuló por las calles y redes sociales de México, una proyección que buscaba visibilizar las violencias de género y ofrecer apoyo a mujeres que se encontraban en cuarentena con su agresor, sin oportunidad de denunciar.
Influencers y activistas cómo Vivir Quintana, Bibi Nassar, Karla Díaz, Monica Loza, Erika Káiser entre otras, ocuparon espacios públicos para narrar los testimonios de mujeres víctimas de violencias.
Tras finalizar los 30 minutos de la campaña “Luces de Ayuda” proyectada el viernes 11 de julio, la Red Nacional de Refugios recibió 42 mensajes y llamadas de mujeres y redes de apoyo solicitando información y acompañamiento a causa de violencias machistas.
La segunda noche de la campaña “Luces de Ayuda”, permitió a más mujeres y hombres seguir visibilizando las violencias y formar redes de apoyo ante situaciones de Violencias contra las mujeres.